# Crinia tinnula
Crinia tinnula är en groddjursart som beskrevs av Ian Rothwell Straughan och Main 1966. Crinia tinnula ingår i släktet Crinia och familjen Myobatrachidae. IUCN kategoriserar arten globalt som sårbar. Inga underarter finns listade i Catalogue of Life.